# Goniothalamus chinensis
Goniothalamus chinensis Merr. & Chun – gatunek rośliny z rodziny flaszowcowatych (Annonaceae Juss.). Występuje naturalnie w południowych Chinach – w prowincji Hajnan oraz w regionie autonomicznym Kuangsi. 

## Morfologia
PokrójZimozielony krzew dorastający do 4 m wysokości. Młode pędy są owłosione.
LiścieMają kształt od podłużnie eliptycznego do podłużnie lancetowatego. Mierzą 13–30 cm długości oraz 3–8 cm szerokości. Nasada liścia jest klinowa. Blaszka liściowa jest o tępym lub krótko spiczastym wierzchołku. Ogonek liściowy jest owłosiony i dorasta do 5–12 mm długości.
KwiatySą pojedyncze lub zebrane w pary, rozwijają się w kątach pędów. Działki kielicha mają owalny kształt, są owłosione i dorastają do 5–6 mm długości. Płatki mają zielonożółtawą barwę, zewnętrzne mają lancetowaty kształt, są owłosione od wewnętrznej strony i osiągają do 22–30 mm długości, natomiast wewnętrzne są owalne i mierzą 12 mm. Kwiaty mają owocolistki o podłużnym kształcie.
OwocePojedyncze mają podłużnie elipsoidalny kształt, zebrane w owoc zbiorowy. Osiągają 10–18 mm długości i 5–6 mm szerokości.

## Biologia i ekologia
Rośnie w lasach. Występuje na wysokości do 600 m n.p.m. Kwitnie od lipca do września, natomiast owoce pojawiają się od lipca do października.